# Pierina Correa
Pierina Correa (Guayaquil, 30 maggio 1961) è un'architetta e politica ecuadoriana, sorella dell'ex presidente dell'Ecuador Rafael Correa e componente dell'Asamblea Nacional del Ecuador con l'Unión por la Esperanza.

## Biografia
Nata a Guayaquil, suo padre era Rafael Correa Icaza, nato nella provincia di Los Ríos il 23 marzo 1935. Sua madre è Norma Delgado Rendón, anche lei del Canton Vinces (provincia di Los Ríos), nata il 1 settembre 1939. Ha tre fratelli: Fabricio, Rafael e Bernarda Correa. Si è laureata nel 2002 come architetta presso l'Universidad Católica de Santiago de Guayaquil. Ha un ulteriore Master in Sport ad alte prestazioni presso l'Universidad Católica San Antonio de Murcia e il Comitato Olimpico Spagnolo.

## Carriera politica
Nel 2009 è stata candidata a Prefetto di Guayas dall'Alleanza PAIS ma non è stata eletta. Nel 2019 si è candidata a Prefetto di Guayas per la Forza di Impegno Sociale alle elezioni provinciali di Guayas del 2019, dove ha ottenuto il secondo posto con il 17,4% dei voti.
Nel 2011, è stata eletta presidente della Federazione sportiva di Guayas (FEDEGUAYAS), nella sua qualità di rappresentante del governo per conto del Ministero della salute. Tuttavia, è stata destituita dal suo incarico nel gennaio 2019 nel momento in cui la Segreteria Sportiva è intervenuta, a causa del cattivo stato degli impianti sportivi gestiti dall'ente.
Ha partecipato come candidata all'Assemblea nazionale alle elezioni legislative del 2021, dove è stata in cima alla lista dei membri dell'assemblea nazionale per Union for Hope, diventando la deputata più votata.